# Euxoa asiaeminoris
Euxoa asiaeminoris là một loài bướm đêm trong họ Noctuidae.